# レジー・スミス
カール・レジナルド・スミス（Carl Reginald "Reggie" Smith , 1945年4月2日 - ）は、アメリカ合衆国ルイジアナ州出身の元プロ野球選手（外野手）。

## 経歴
1963年にミネソタ・ツインズと契約。
1966年にボストン・レッドソックスでメジャーデビューし、セントルイス・カージナルス、ロサンゼルス・ドジャース、サンフランシスコ・ジャイアンツの計4球団で17年間プレーし、チームの主力選手として活躍した。メジャー時代にはMLBオールスターゲームに7回出場。ワールドシリーズに4回出場（1981年にワールドシリーズ制覇）。
1968年にゴールドグラブ賞受賞。

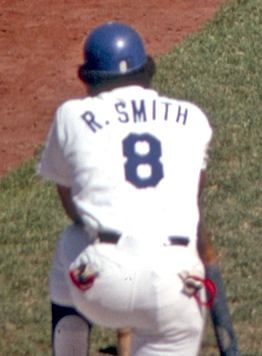
1978年

スイッチヒッターとしてのメジャー通算314本塁打は、ミッキー・マントル（536本）、エディ・マレー（504本）、チッパー・ジョーンズ（468本）、カルロス・ベルトラン(435本)、マーク・テシェイラ(409本)、ランス・バークマン(366本)、チリ・デービス（350本）に次ぎ、史上8位。1982年オフ、サンフランシスコ・ジャイアンツからFAとなり、同年12月24日に読売ジャイアンツと契約。
巨人入団のきっかけとなったのは、ドジャース時代の1981年2月にベロビーチで行われた巨人と合同の春のキャンプである。当時、スミスは肩の手術後でリハビリトレーニング中だったが、練習の合間を縫っては巨人の練習を見学し、巨人首脳陣と接触する機会があった。1981年のオフ、ドジャースとの契約が切れたスミスは翌年在籍することになるサンフランシスコ・ジャイアンツ、ニューヨーク・ヤンキース（ヤンキースとの交渉が決裂したのは指名打者としての契約を要求されたことと、さらにはジョージ・スタインブレナーオーナーの存在を嫌った事による）、さらには巨人とも契約交渉する機会を持ったが、結局この年の巨人との交渉は実を結ばず、サンフランシスコ・ジャイアンツと契約するに至った（当時の巨人はロイ・ホワイト、ゲーリー・トマソンの2人の外国人選手が在籍。特にトマソンの処遇に関して巨人は悩んでいた。大金をはたいて獲得したトマソンを二軍には送れないという事情もあって、スミスとの交渉は1981年の時点では実を結ばなかった。当時の外国人選手の一軍登録は2人まで）。

### 日本球界でのプレー（1983年）
日本での公式戦初出場は1983年4月9日の対大洋戦（後楽園球場）「5番・左翼手」で先発出場。
来日初本塁打は1983年4月13日の対ヤクルト戦（神宮球場）。来日1年目はメジャー時代に故障した肩や膝の具合が思わしくなく欠場が多かったが、勝負強いバッティングで、クリーンナップを打ち、1983年のリーグ優勝に貢献した。主に5番を打つことが多かったが、相手チームの先発投手が左投手と予想された時は、当時の藤田元司監督は、3番・原辰徳、4番・スミスのオーダーを組むこともしばしばあった。
1983年10月11日、後楽園球場での対ヤクルト戦で、初回の第1打席に松岡弘から25号先制3ラン、3回裏の2打席目は黒田真二から勝ち越しの26号2ラン、そして最終打席の8回裏には中本茂樹からダメ押しの27号ソロと、1試合3本塁打6打点の大活躍で、当日に巨人がセ・リーグ優勝を決めたことに花を添えた。
右肩と両膝に故障を抱えていたため102試合出場（規定打席未到達）に留まったが、28本塁打、72打点と長打力は健在で、若手選手に野球を教えだすと止まらないため「ティーチャー」という渾名が付いた。

### 1983年の日本シリーズ 巨人vs.西武
1983年の西武ライオンズとの日本シリーズでは、西武投手陣から徹底的にマークされ、25打数4安打 打率.160 と抑え込まれたが、次のような局面もあった。
- 第3戦（1983年11月1日、後楽園球場）

1勝1敗で迎えた第3戦、9回表終了時点で巨人は1点のリードを許していた（9回表終了時のスコアは、西武4-3巨人）。9回裏2死無走者の場面から、2番・篠塚利夫、3番・原辰徳の連打で一、二塁のチャンスを迎える。ここで4番・スミスが打席に向かう際に当時の王貞治助監督が、「レフトへ流せ、ヒットでいい」と指示。精神集中をしている最中にそのような指示をされたことにかなりカッとなったが、スミスは元メジャーリーガーのプライドからか、相手投手の東尾修の外角シュートを左へ流さず強引にセンター前にはじき返す同点適時打を打ち、次打者・中畑清がレフト前へサヨナラヒットを打った。
- 第5戦（1983年11月3日、後楽園球場）

2勝2敗で迎えた第5戦は投手戦でもつれた（9回表終了時のスコアは2-2の同点）。9回裏2死無走者の場面で、スミスの一発を警戒した西武バッテリー（森繁和-大石友好のバッテリー）は、スミスに四球を与える（スミスへの四球は延長戦突入を目論んだ西武ベンチの作戦だったという説もあり）。次打者・中畑清への4球目に、スミスは二塁へのスチール成功。まさかのスチールに虚をつかれ動揺した西武バッテリーは、中畑を歩かせた。2死一、二塁となり、7番・ヘクター・クルーズのサヨナラ3ランにつながった。

### 日本球界でのプレー（1984年）
1984年4月6日の阪神との開幕戦（後楽園球場）で「5番・右翼手」で先発出場。第1打席で野村収から1号3ラン。来日2年目の1984年も、前年同様故障が多く欠場が続いた。打撃成績も前年よりも低下。さらに、若手の吉村禎章の台頭、ウォーレン・クロマティの加入もあり、吉村が「ライト」の定位置を獲得し、スミスの出番が減った。
8月15日、後楽園球場での対阪神戦の試合前、数十人のファンに取り囲まれ小競り合いとなり（中には、息子のレジー・ジュニアにも物を投げつけたファンもいた）、そのうち数名に暴行を加えたとして地元警察署に連行、後日書類送検された。ファン側から人種差別と受け取れる野次を浴びたこと、息子のレジー・ジュニアも暴行を受けそうになった事が原因とされる。結果的には不起訴処分となった（8月15日の試合では、阪神ファンが応援しているレフトスタンドへ左打席から14号3ランを打ち込んだ）。
1984年10月2日、神宮球場での対ヤクルト戦で代打で登場し、大川章から17号3ランを打ち、現役最終打席を本塁打で終える。10月11日、巨人退団が発表された。

### 引退後
1984年シーズン終了後、現役引退。マイナーリーグでコーチを務め、1994年から1998年までドジャースの打撃コーチを務めた。その一方でロサンゼルスでレジー・スミス・ベースボールアカデミーを設立。2000年にシドニーオリンピックアメリカ代表チームの打撃コーチを務めた。2004年のオフ、古巣・巨人から打撃コーチ就任の打診を受けるも、夫人が病気のため断念。2006 ワールド・ベースボール・クラシック及び2009 ワールド・ベースボール・クラシックのアメリカ代表、2008年北京オリンピックアメリカ代表の打撃コーチも務めた。
2019年現在も野球への情熱は衰えておらず、前述の「レジー・スミス・ベースボール・アカデミー」で後進の指導にあたっている。2021年のオールスターではナ・リーグ名誉コーチとなった。

## 人物・選手としての特徴
スミスと同時期に巨人でプレーしたクロマティはある程度のメジャーでの実績を持っていたが、一流の実績を持つスミスには特別の敬意を払っていた。当時日本球界を見下していたクロマティもスミスから注意を受けると「イエス、サー!」と直立不動で従っていたという。ただし、スミス退団後の1985年以後には怠慢プレーが目立つようになった。
日本でプレーする外国人選手にとってスミスは別格の大物であり、レオン・リー（大洋）が試合中に激昂して乱闘になりかけた時も、スミスが出て行くと大人しく引き上げたという
松山千春の「On the Radio」をカバーしレコードを発売したことがある（レーベルも松山千春が当時所属していたNEWSレコードから発売された）。松山に対して「俺はもっと早く日本に来て、バリバリのプレーを日本のファンにみてほしかった」と語った。
ヒッティングマーチは「上から読んでもスミス 下から読んでもスミス どこから読んでもスミス」と歌われ、彼の退団後はメロディとともに石井雅博に受け継がれる。
堀内恒夫によると、来日した時点で30代後半の現役最晩年であったため肩や足に故障を抱えていたが、練習好きで人間性も良かったとのことである。堀内が巨人監督に就任した際にコーチ要請する予定だったが、妻が体調を崩していたので断念している。
現役時代は、軸足を後ろに引くクローズドスタンスで打席に立っていた。

## 詳細情報

### 年度別打撃成績
| 年 度     | 球 団     | 試 合 | 打 席 | 打 数 | 得 点 | 安 打 | 二 塁 打 | 三 塁 打 | 本 塁 打 | 塁 打 | 打 点 | 盗 塁 | 盗 塁 死 | 犠 打 | 犠 飛 | 四 球 | 敬 遠 | 死 球 | 三 振 | 併 殺 打 | 打 率 | 出 塁 率 | 長 打 率 | O P S |
| --------- | --------- | ----- | ----- | ----- | ----- | ----- | -------- | -------- | -------- | ----- | ----- | ----- | -------- | ----- | ----- | ----- | ----- | ----- | ----- | -------- | ----- | -------- | -------- | ----- |
| 1966      | BOS       | 6     | 27    | 26    | 1     | 4     | 1        | 0        | 0        | 5     | 0     | 0     | 0        | 1     | 0     | 0     | 0     | 0     | 5     | 0        | .154  | .154     | .192     | .346  |
| 1967      | BOS       | 158   | 628   | 565   | 78    | 139   | 24       | 6        | 15       | 220   | 61    | 16    | 6        | 2     | 3     | 57    | 11    | 1     | 95    | 7        | .246  | .315     | .389     | .704  |
| 1968      | BOS       | 155   | 632   | 558   | 78    | 148   | 37       | 5        | 15       | 240   | 69    | 22    | 18       | 1     | 5     | 64    | 13    | 4     | 77    | 10       | .265  | .342     | .430     | .772  |
| 1969      | BOS       | 143   | 607   | 543   | 87    | 168   | 29       | 7        | 25       | 286   | 93    | 7     | 13       | 1     | 8     | 54    | 7     | 1     | 67    | 14       | .309  | .368     | .527     | .895  |
| 1970      | BOS       | 147   | 640   | 580   | 109   | 176   | 32       | 7        | 22       | 288   | 74    | 10    | 7        | 0     | 5     | 51    | 1     | 4     | 60    | 13       | .303  | .361     | .497     | .857  |
| 1971      | BOS       | 159   | 692   | 618   | 85    | 175   | 33       | 2        | 30       | 302   | 96    | 11    | 3        | 1     | 5     | 63    | 4     | 5     | 82    | 15       | .283  | .352     | .489     | .840  |
| 1972      | BOS       | 131   | 543   | 467   | 75    | 126   | 25       | 4        | 21       | 222   | 74    | 15    | 4        | 0     | 4     | 68    | 12    | 4     | 63    | 8        | .270  | .365     | .475     | .840  |
| 1973      | BOS       | 115   | 495   | 423   | 79    | 128   | 23       | 2        | 21       | 218   | 69    | 3     | 2        | 0     | 3     | 68    | 7     | 1     | 49    | 11       | .303  | .398     | .515     | .913  |
| 1974      | STL       | 143   | 598   | 517   | 79    | 160   | 26       | 9        | 23       | 273   | 100   | 4     | 3        | 1     | 8     | 71    | 10    | 1     | 70    | 16       | .309  | .389     | .528     | .917  |
| 1975      | STL       | 135   | 550   | 477   | 67    | 144   | 26       | 3        | 19       | 233   | 76    | 9     | 7        | 0     | 7     | 63    | 9     | 3     | 59    | 16       | .302  | .382     | .488     | .870  |
| 1976      | STL       | 47    | 185   | 170   | 20    | 37    | 7        | 1        | 8        | 70    | 23    | 1     | 2        | 0     | 0     | 14    | 2     | 1     | 28    | 4        | .218  | .281     | .412     | .693  |
| 1976      | LAD       | 65    | 245   | 225   | 35    | 63    | 8        | 4        | 10       | 109   | 26    | 2     | 0        | 0     | 1     | 18    | 4     | 1     | 42    | 4        | .280  | .335     | .484     | .819  |
| '76計     | LAD       | 112   | 430   | 395   | 55    | 100   | 15       | 5        | 18       | 179   | 49    | 3     | 2        | 0     | 1     | 32    | 6     | 2     | 70    | 8        | .253  | .312     | .453     | .765  |
| 1977      | LAD       | 148   | 603   | 488   | 104   | 150   | 27       | 4        | 32       | 281   | 87    | 7     | 5        | 1     | 7     | 104   | 11    | 3     | 76    | 5        | .307  | .427     | .576     | 1.003 |
| 1978      | LAD       | 128   | 531   | 447   | 82    | 132   | 27       | 2        | 29       | 250   | 93    | 12    | 5        | 0     | 13    | 70    | 8     | 1     | 90    | 5        | .295  | .382     | .559     | .942  |
| 1979      | LAD       | 68    | 270   | 234   | 41    | 64    | 13       | 1        | 10       | 109   | 32    | 6     | 5        | 0     | 3     | 31    | 3     | 2     | 50    | 5        | .274  | .359     | .466     | .825  |
| 1980      | LAD       | 92    | 362   | 311   | 47    | 100   | 13       | 0        | 15       | 158   | 55    | 5     | 6        | 0     | 9     | 41    | 1     | 1     | 63    | 4        | .322  | .392     | .508     | .900  |
| 1981      | LAD       | 44    | 41    | 35    | 5     | 7     | 1        | 0        | 1        | 11    | 8     | 0     | 0        | 0     | 2     | 7     | 3     | 0     | 8     | 4        | .200  | .318     | .314     | .632  |
| 1982      | SF        | 106   | 398   | 349   | 51    | 99    | 11       | 0        | 18       | 164   | 56    | 7     | 0        | 0     | 3     | 46    | 9     | 0     | 46    | 9        | .284  | .364     | .470     | .834  |
| 1983      | 巨人      | 102   | 323   | 263   | 48    | 75    | 6        | 0        | 28       | 165   | 72    | 2     | 0        | 0     | 3     | 51    | 8     | 6     | 61    | 4        | .285  | .409     | .627     | 1.036 |
| 1984      | 巨人      | 84    | 263   | 231   | 35    | 59    | 8        | 0        | 17       | 118   | 50    | 1     | 0        | 0     | 1     | 28    | 2     | 3     | 66    | 4        | .255  | .342     | .511     | .853  |
| MLB：17年 | MLB：17年 | 1987  | 8050  | 7033  | 1123  | 2020  | 363      | 57       | 314      | 3439  | 1092  | 137   | 86       | 8     | 86    | 890   | 115   | 33    | 1030  | 150      | .287  | .366     | .489     | .855  |
| NPB：2年  | NPB：2年  | 186   | 586   | 494   | 83    | 134   | 14       | 0        | 45       | 283   | 122   | 3     | 0        | 0     | 4     | 79    | 10    | 9     | 127   | 8        | .271  | .379     | .573     | .952  |

- 各年度の太字はリーグ最高

### 表彰
MLB
- ゴールドグラブ賞：1回 （1968年）

### 記録
MLB
- MLBオールスターゲーム選出：7回（1969年、1972年、1974年、1975年、1977年、1978年、1980年）

NPB
- 初出場・初先発出場：1983年4月9日、対横浜大洋ホエールズ1回戦（後楽園球場）、5番・左翼で先発出場
- 初安打・初打点：同上、3回裏に遠藤一彦から適時打
- 初本塁打：1983年4月13日、対ヤクルトスワローズ2回戦（明治神宮野球場）、3回表に宮本賢治から2ラン

### 背番号
- 41 （1966年）
- 7 （1967年 - 1976年途中、1983年 - 1984年）
- 8 （1976年途中 - 1981年）
- 14 （1982年）
- 9 （1994年 - 1998年）

## 関連情報

### 著書
- 管理野球なんて蹴っ飛ばせ!（講談社）